# L'Excursionniste
L'Excursionniste est un tableau réalisé par le peintre français Auguste Renoir vers 1888. Cette huile sur toile est le portrait d'une jeune femme vêtue de rouge qui regarde le spectateur en s'appuyant à deux mains sur un bâton de marche, devant un paysage naturel. Acquise par Charles-Auguste Marande en 1907, l'œuvre est aujourd'hui conservée au musée d'Art moderne André-Malraux, au Havre, dans la Seine-Maritime.